# شونبک (ناحیه)
شونبک (به آلمانی: Landkreis Schönebeck) یک ناحیه در آلمان است که در زاکسن-آنهالت واقع شده‌است. شونبک ۷۵٬۳۲۱ نفر جمعیت دارد.